# Suzuki Harunobu

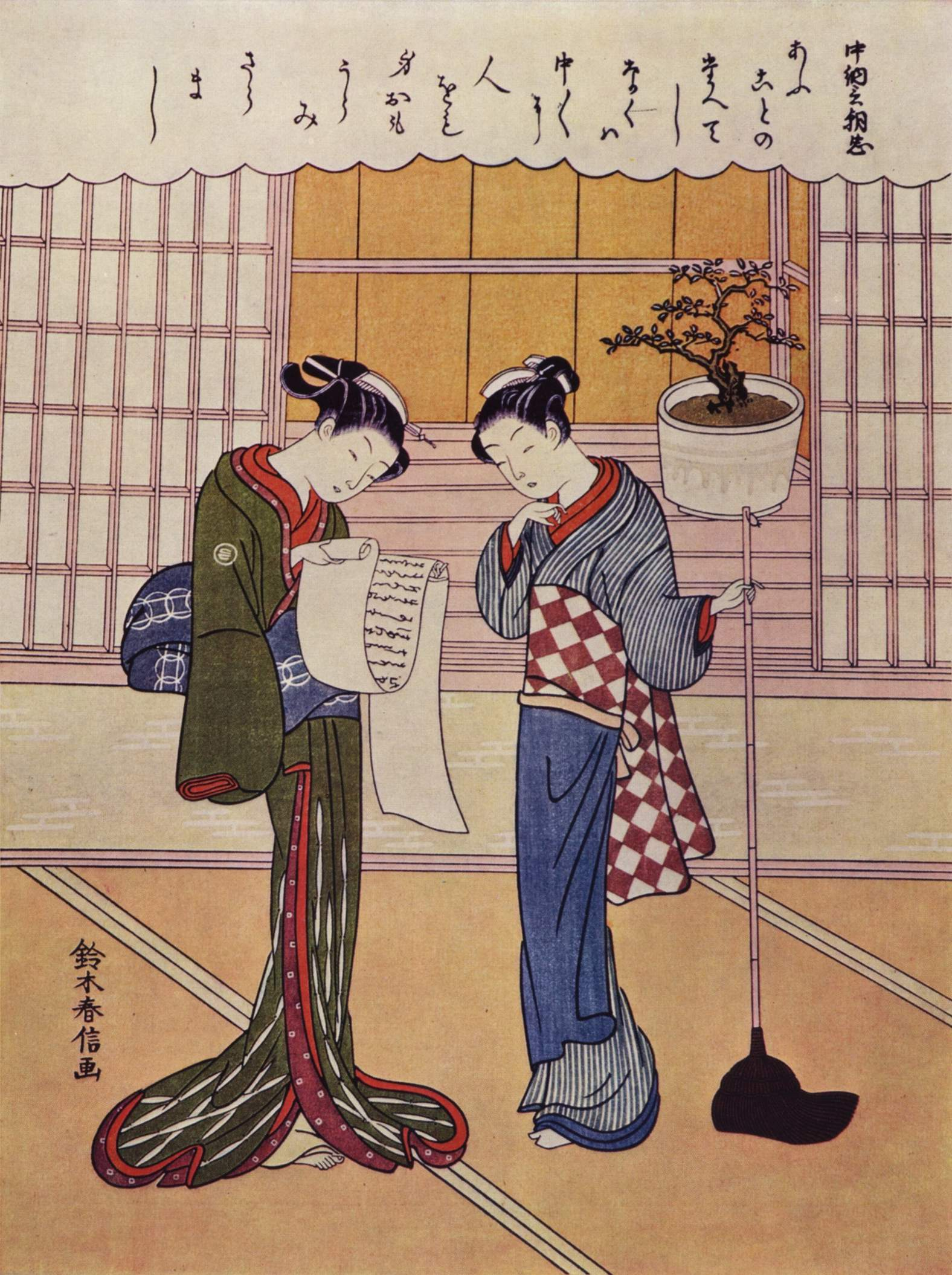
Dues noies, c. 1750

En aquest nom japonès, el cognom és Suzuki.
Suzuki Harunobu (鈴木春信, 1724 – 7 de juliol de 1770) va ser un artista xilografista japonès, un dels més famosos en l'estil ukiyo-e. Va ser un innovador, el primer a produir gravats a tot color (nishiki-e) el 1765, convertint en obsolets els modes antics de gravats a dos o tres colors. Harunobu va fer servir moltes tècniques especials i va representar una gran varietat de temes, des de poemes clàssics fins a belleses contemporànies. Com molts artistes del seu moment, Harunobu també va produir una certa quantitat de shunga, o imatges eròtiques. Mentre va ser viu, i una mica després també, molts artistes van imitar el seu estil. Uns pocs, com ara Harushige, fins i tot presumien de la seva habilitat a falsificar l'obra del gran mestre. Gran part de la vida d'Harunobu ens és desconeguda.

## Influències
Tot i que alguns experts asseguren que Harunobu era originari de Kyoto, indicant possibles influències de Nishikawa Sukenobu, gran part de la seva obra, especialment els seus primers treballs, està en l'estil d'Edo. La seva obra mostra indicis d'influències de molts artistes, inclosos Torii Kiyomitsu, Ishikawa Toyonobu, l'escola Kawamata i l'escola Kano. Tanmateix, la més gran influència sobre Harunobu va ser el pintor i gravador Sukenobu, que podria haver estat el seu professor directe.

## Carrera artística

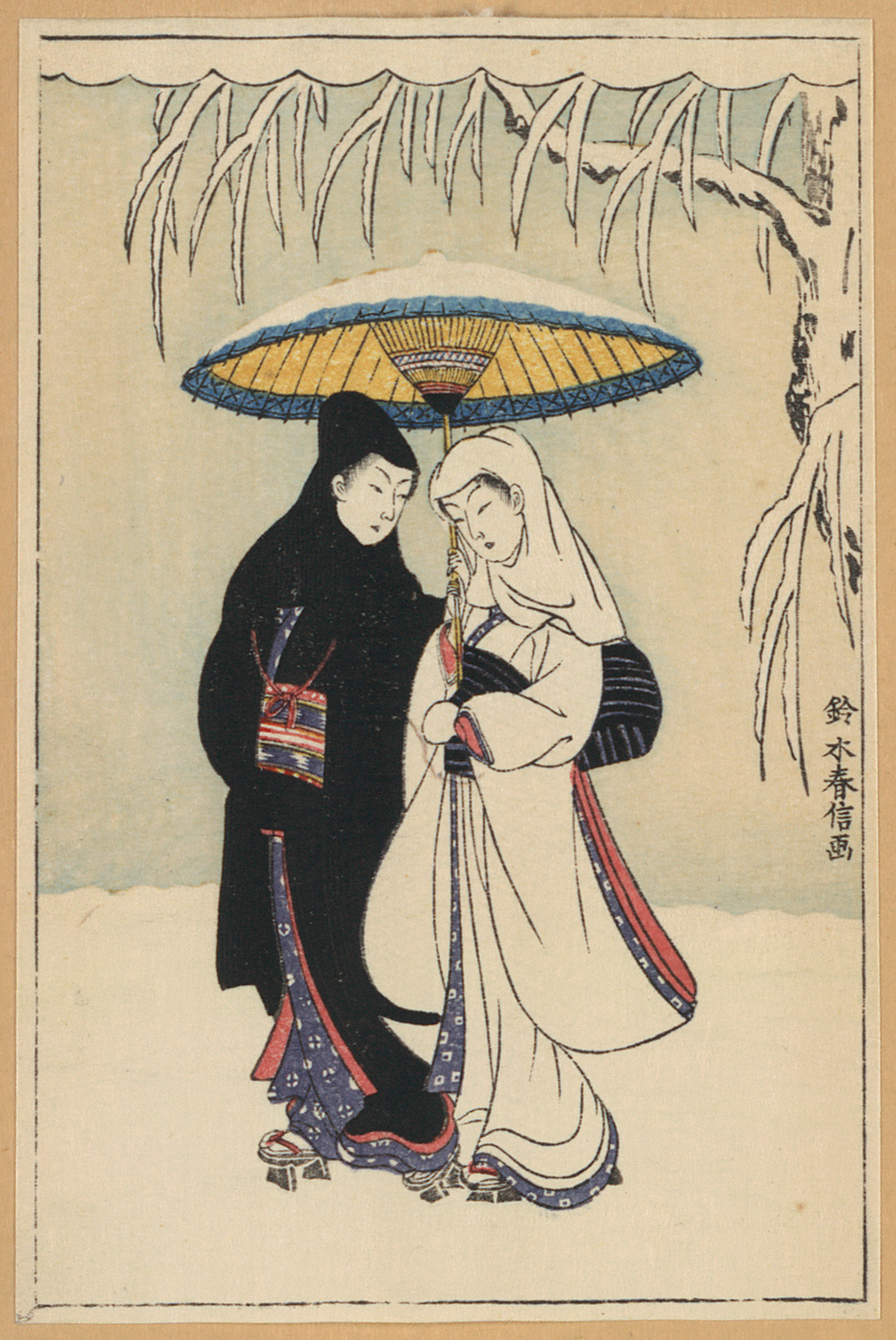
Parella sota un paraigua a la neu (corb i martinet)

Harunobu va començar la seva carrera en l'estil de l'escola Torii, creant molts treballs que, tot i destres, no eren innovadors i no destacaven. Va ser només a partir de la seva implicació amb un grup de samurais intel·lectuals que Harunobu va abordar formats i estils nous.
El 1764, com a resultat dels seus contactes socials, va ser elegit per ajudar aquests samurais en el seu esforç amateur de crear gravats calendari. Els calendaris d'Harunobu, que incorporaven a les seves imatges el càlcul del calendari lunar, s'intercanviaven a les reunions i festes d'Edo.
Aquests gravats calendari serien els primers nishiki-e ('estampes brocades'). Com a resultat de la riquesa i coneixements dels seus patrocinadors samurais, Harunobu va crear aquests gravats fent servir únicament els millors materials que hi havia. Harunobu va experimentar amb fustes millors per als tacs (els blocs de fusta emprats en la xilografia), fent servir fusta de cirerer en lloc de catalpa, i va fer servir no sols colors més cars, sinó que també en feia una aplicació més gruixuda a fi d'aconseguir un efecte més opac. La innovació més important en la creació dels nishiki-e va ser la capacitat d'Harunobu, altra vegada a causa de la riquesa dels seus clients, de fer servir tants tacs independents com volgués per a una única imatge; vint anys abans, la invenció del benizuri-e havia fet possible estampar amb tres o quatre colors; Harunobu va aplicar aquesta tècnica als gravats ukiyo-e fent servir fins a deu colors diferents en un sol full de paper. La nova tècnica depenia de l'ús d'incisions i falques per a aguantar el paper al seu lloc i mantenir les successives estampacions dels colors sense sortir-se del registre. Harunobu va ser el primer artista ukiyo-e a fer servir sistemàticament més de tres colors en cada gravat. Els nishiki-e, a diferència dels seus predecessors, eren imatges a tot color. Com que aquesta tècnica es va fer servir per primera vegada en un calendari, l'any del seu origen es pot situar amb total precisió el 1765.
A finals dels anys 1760, Harunobu ja era un dels principals productors d'imatges dels actors kabuki d'Edo, i d'altres temes relacionats per al mercat dels coneixedors dels gravats d'Edo. Sovint, en el gravat apareixia el nom d'un patrocinador al costat, o en lloc del d'Harunobu. La presència del segell d'un patrocinador, i especialment l'absència del de l'artista, era un altre nou desenvolupament d'aquell moment.
Els últims cinc anys de la seva vida, entre 1765 i 1770, Harunobu va crear uns vint llibres il·lustrats i al voltant d'un miler de gravats en color, a part d'una certa quantitat de pintures. Durant aquells anys, se'l va considerar el mestre de l'ukiyo-e i va ser àmpliament imitat fins que, uns quants anys després de la seva mort, el seu estil va quedar eclipsat pel d'artistes nous, com ara Katsukawa Shunsho i Torii Kiyonaga.

## Estil

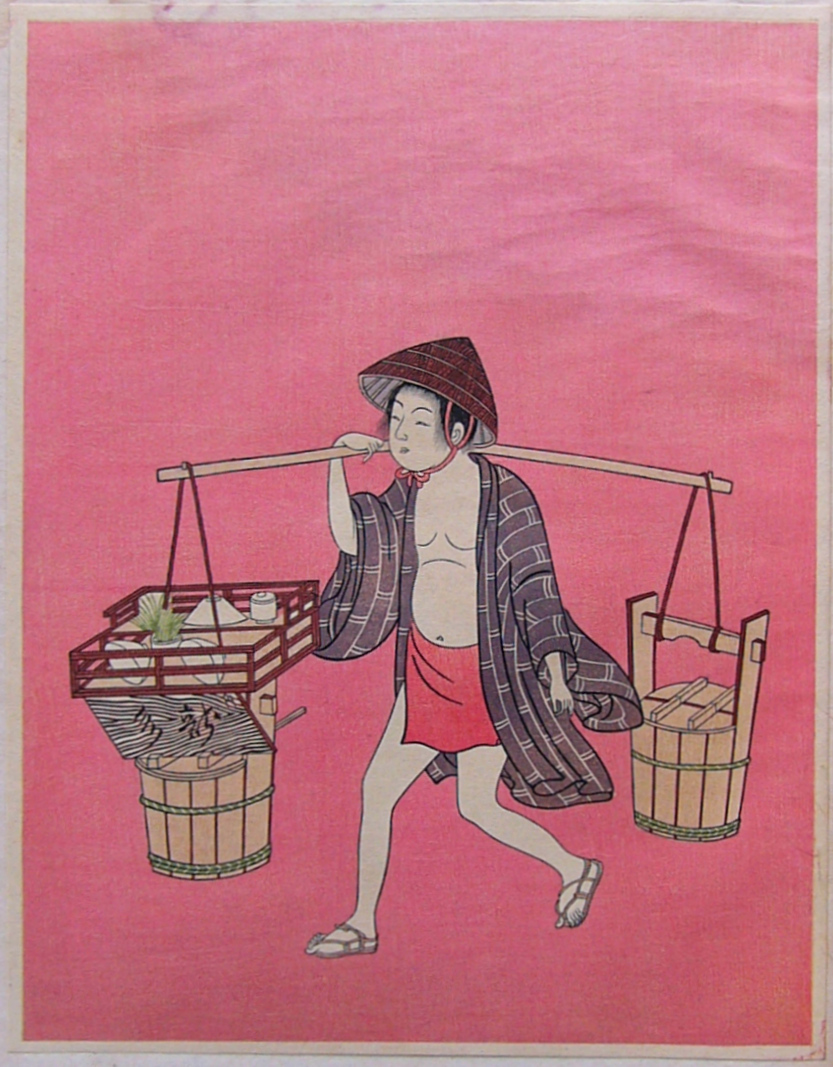
El venedor d'aigua, xilografia d'Harunobu de finals dels 1760

A més de les revolucionàries innovacions que van acompanyar l'aparició dels nishiki-e, l'estil personal d'Harunobu era únic pel que fa a uns altres aspectes. Les seves figures són totes molt primes i lleugeres; alguns crítics diuen que totes les seves figures semblen criatures. Tanmateix, són aquestes noies joves les que personifiquen l'estil personal d'Harunobu. Richard Lane ho descriu com "el terreny específic d'Harunobu, un terreny en el qual va superar tots els altres artistes japonesos: l'eterna joventut femenina en uns marcs inusuals i poètics". Tot i que de les seves composicions es pot dir, com amb la majoria d'artistes ukiyo-e, que són bastant senzilles, és la composició general el que vigilava Harunobu. A diferència de molts dels seus predecessors, no pretenia que els quimonos de les noies dominessin l'atenció de l'espectador.
A Harunobu, també se'l considera un dels més grans artistes d'aquest període en descriure la vida urbana quotidiana a Edo. Els seus temes no es limiten a les cortesanes, els actors kabuki i els lluitadors de sumo; també inclouen venedors ambulants, missatgers i altres que ajuden a omplir els forats que quedarien en la descripció de la cultura del moment. La seva obra és rica en al·lusions literàries, i sovint cita la poesia clàssica japonesa, però amb unes il·lustracions que li donen un toc de divertiment al tema.
Molts dels seus gravats tenen un fons sòlid i d'un sol color, creat amb una tècnica anomenada tsubushi. Tot i que molts altres artistes van emprar aquesta mateixa tècnica, a Harunobu se'l considera en general el que en va obtenir uns resultats més marcats. El fons acolorit estableix una atmosfera i un to a la imatge sencera.

## En filatèlia
Les obres d'Harunobu han aparegut tres vegades en segells commemoratius editats per l'oficina postal del Japó:
- 1957 Setmana Filatèlica
- 1969 16è Congrés de la Unió Postal Universal
- 1981 Setmana Filatèlica (parella)

Les seves obres també s'han representat en segells actuals dels estats federats de Micronèsia, Sierra Leone i St Vincent.